# Этоль (Кот-д’Ор)
Это́ль (фр. Étaules) — коммуна во Франции, находится в регионе Бургундия. Департамент коммуны — Кот-д’Ор. Входит в состав кантона Фонтен-ле-Дижон. Округ коммуны — Дижон.
Код INSEE коммуны — 21255.

## Население
Население коммуны на 2010 год составляло 236 человек.
| 1962 | 1968 | 1975 | 1982 | 1990 | 1999 | 2010 |
| ---- | ---- | ---- | ---- | ---- | ---- | ---- |
| 88   | 90   | 157  | 221  | 242  | 261  | 236  |

## Экономика
В 2010 году среди 163 человек трудоспособного возраста (15—64 лет) 109 были экономически активными, 54 — неактивными (показатель активности — 66,9 %, в 1999 году было 79,0 %). Из 109 активных жителей работали 105 человек (57 мужчин и 48 женщин), безработных было 4 (1 мужчина и 3 женщины). Среди 54 неактивных 22 человека были учениками или студентами, 20 — пенсионерами, 12 были неактивными по другим причинам.